# Potenza (farmacologia)

Grafico semi-logaritmico di due agonisti con diversa K_{d}.

In farmacologia la potenza di un farmaco è un indicatore della sua attività, definito come la concentrazione richiesta per provocare una risposta di una certa intensità. Un farmaco molto potente (es. morfina, alprazolam, clorpromazina) induce una risposta elevata anche a basse concentrazioni, mentre farmaci meno potenti (ibuprofene, acido acetilsalicilico) danno risposte minori a basse concentrazioni.
La potenza di un farmaco dipende sia dalla sua affinità recettoriale (KD) sia dall'efficienza con cui evoca la risposta.
Poiché non tutti gli agonisti o gli antagonisti sono completi, ovvero evocano la massima risposta o inibizione per quel recettore o sistema biologico, è utile misurare la potenza come EC50, ovvero la concentrazione efficace 50%.
La potenza di due diversi farmaci può essere confrontata dalle curve dose-risposta, dalle quali si possono ottenere anche le EC50. Nell'immagine sopra, ad esempio, l'agonista rappresentato dalla curva rossa è più potente di quello blu in quanto evoca gli stessi effetti a concentrazioni più basse.
Una curva dose-risposta è costruita rappresentando in ascissa la concentrazione di farmaco ed in ordinata l'effetto evocato. Si può osservare come esista un valore massimo dell'effetto, che si ottiene quando il farmaco ha legato tutti i recettori, ovvero i recettori sono saturi. Se si indica con Emax il massimo effetto ottenibile, l'EC50 è il valore di concentrazione per il quale E è il 50% di Emax ovvero 0,01nM per la curva rossa e 1nM per la blu.
Va notato che la maggior potenza di un principio attivo non è necessariamente correlata a maggiori effetti collaterali, ma significa soltanto che basterà un basso dosaggio per ottenere gli effetti terapeutici.